# 剣璽
剣璽（けんじ）とは、第1義には、三種の神器（歴代天皇が伝世している三種の神器）のうちの剣と玉（璽）、すなわち、天叢雲剣と八尺瓊勾玉を併せた呼称である。神器の勾玉を璽（あるいは神璽）とも呼ぶため、「剣璽」と称される。しかし第2義には、三種の神器の総称である。
本項では、特に断りの無い限り、第1義の「剣璽」について解説し、第2義については「三種の神器」を参照されたい。

## 剣と璽
2022年時点では、三種の神器はそれぞれの場所（下記）に保管されている。
|            | 本体               | 形代               |
| ---------- | ------------------ | ------------------ |
| 八咫鏡     | 伊勢神宮の内宮     | 宮中三殿の賢所     |
| 八尺瓊勾玉 | 皇居の「剣璽の間」 | -                  |
| 草薙剣     | 熱田神宮           | 皇居の「剣璽の間」 |

## 剣璽の間
御所の天皇の寝室の隣に土壁に囲まれた塗り籠めの「剣璽の間（けんじのま）」があり、そこに神剣（天叢雲剣の形代）と神璽（八尺瓊勾玉）が安置されている。神鏡（八咫鏡の形代）は宮中三殿の賢所に神体として唐櫃に納められて安置されている。中世の天皇は、剣璽の間の入口を背にして座るのが正式とされた。剣璽は天皇の寝室の隅に置かれたため、最初寝室であったものが、大切な物を置く場所になり、それが剣璽の間になったと考えられている。

## 剣璽動座
天皇が行幸する際に侍従が剣璽を携えて随行することを剣璽動座（けんじどうざ）という。
東京奠都以降第二次世界大戦前までは、天皇が皇居（宮城）を一日以上離れる場合に必ず侍従が剣璽を捧げ持って随行した。しかし、戦後（第二次世界大戦後）に「皇位神聖否定」の一環として連合国軍最高司令官総司令部 (GHQ) に中止させられた。
剣璽動座の伝統が復活したのは、第60回式年遷宮の翌年にあたる1974年（昭和49年）に昭和天皇が剣璽を伴って伊勢の神宮を参拝した時である。その後、天皇の神宮参拝の際には携行されるようになった。
現代は御料車で移動することから、トヨタ・センチュリーロイヤルの後部座席には、八尺瓊勾玉と天叢雲剣を安置するための台座が設置できるようになっている。
- 宮中の儀礼で用いられる「案」（宮内庁撮影）

## 剣璽渡御
剣璽渡御の儀（けんじとぎょ の ぎ）は、天皇が譲位・崩御の後、皇位継承者（皇嗣）が践祚の際に皇位継承の証として剣と璽を受け継ぎ、新天皇となる儀式である。平成・令和の皇位継承においては、剣・璽に御璽・国璽を含め剣璽等承継の儀（けんじとうしょうけい の ぎ）ともいう。
神体である剣と璽が新帝の下に自ら動くという考え方（建前）から、「渡御」という表現がとられる。この儀式は、新天皇を国民や外国に公にするための即位の礼とは違い、皇位継承後直ちに（＝前天皇の崩御・譲位直後）に行われる。
桓武天皇の時代に定められた儀式（初例は平城天皇）とされ、平安時代中期以後は践祚直後の「夜の儀式」として行われた。

### 登極令に基づく、儀式の要領
1909年（明治42年）に制定された『登極令』（明治42年皇室令第1号）附式「第一編　践祚ノ式」中「剣璽渡御ノ儀」によれば、侍従が奉仕して「渡御」する剣と璽を、内大臣秘書官が捧持する国璽と御璽を、内大臣が天皇の前にある「案」と呼ばれる机の上に置くことが行われる。新天皇が入御（退場）する際には、新天皇のすぐ後ろに剣と璽を持った侍従が付き従う。
なお、三種の神器のうち神鏡は宮中三殿の賢所の神体であるため、この儀式では動かない。「剣璽渡御ノ儀」と同時刻に「賢所ノ儀（第一日ノ式）」が行われ、賢所で皇祖神・天照大神に対して践祚の旨が奉告（報告）される。
また、注意書きに、践祚する新天皇が未成年や乳児である場合を想定した要領がある。

※引用註：（）内は現代かな遣い・新字体に改め、句読点を補ったもの
登極令第一條
天皇踐祚ノ時ハ卽チ掌典長ヲシテ賢所ニ祭典ヲ行ハシメ且踐祚ノ旨ヲ皇霊殿神殿ニ奉告セシム
（天皇践祚の時は、即ち掌典長をして賢所に祭典を行わしめ、かつ践祚の旨を、皇霊殿、神殿に奉告せしむ）
同附式　第一編「践祚ノ式」
「賢所ノ儀」　（略）
「皇霊殿神殿ニ奉告ノ儀」　（略）
「劔璽渡御ノ儀」
時刻賢所第一日ノ式ヲ行フト同時　大勲位国務各大臣枢密院議長元帥便殿ニ班列ス
（時刻（賢所第一日の式を行うと同時）　大勲位、国務各大臣、枢密院議長、元帥、便殿に班列す）
但シ服装通常服通常礼装関係諸員又同シ　※昭和2年改正
（ただし、服装、通常服、通常礼装、関係諸員また同じ）
次ニ出御御通常礼装又ハ御通常服､御椅子ニ著御　※昭和2年改正
（次に、出御（御通常礼装、又は、御通常服　御椅子に著御）
式部長官宮内大臣前行シ侍従長侍従侍従武官長侍従武官御後ニ候シ皇太子又ハ皇太孫､以下之ニ倣フ親王王供奉ス
（式部長官、宮内大臣、前行し、侍従長、侍従、侍従武官長、侍従武官、御後に候し、皇太子（又は、皇太孫､以下これに倣う）親王、王、供奉す）
次ニ劔璽渡御侍従奉仕　國璽御璽之ニ従フ内大臣秘書官捧持
（次に、剣璽渡御（侍従奉仕）　国璽、御璽、これに従う（内大臣秘書官、捧持））
式部次長内大臣前行シ侍従武官扈従ス　※昭和2年改正
（式部次長、内大臣、前行し、侍従武官、扈従す）
次ニ内大臣劔璽ヲ御前ノ案上ニ奉安ス
（次に、内大臣、剣璽を御前の案上に奉安す）
次ニ内大臣國璽御璽ヲ御前ノ案上ニ安ク
（次に、内大臣、国璽、御璽を御前の案上に安く）
次ニ入御
（次に、入御）
式部長官宮内大臣前行シ侍従劔璽ヲ奉シ侍従長侍従侍従武官長侍従武官御後ニ候シ皇太子親王王供奉ス
（式部長官、宮内大臣、前行し、侍従、剣璽を奉し、侍従長、侍従、侍従武官長、侍従武官、御後に候し、皇太子、親王、王、供奉す）
次ニ内大臣國璽御璽ヲ奉シテ内大臣秘書官捧持　退下
（次に、内大臣、国璽、御璽を奉して（内大臣秘書官、棒持）退下）
次ニ各退下
（次に、各退下）
(注意)天皇未成年ナルトキハ供奉員中親王ノ上ニ摂政ヲ加へ襁褓ニ在ルトキハ女官奉抱シ摂政奉扶ス以下之ニ倣フ
(注意)（天皇未成年なるときは、供奉員中、親王の上に摂政を加え、襁褓に在るときは、女官奉抱し、摂政奉扶す。以下これに倣う）
「践祚後朝見ノ儀」　（略）

### 儀式の例

#### 第124代：昭和天皇
1926年（大正15年）12月25日、第123代大正天皇が、葉山御用邸（付属邸）で崩御した。大正天皇が崩御した際、皇太子夫妻は葉山でその臨終に立ち会っていた。午前3時15分、掌典長が賢所で祭典（儀式）を、皇霊殿・神殿に奉告を行うとともに、同時刻に葉山御用邸で新天皇である第124代昭和天皇の「劔璽渡御ノ儀」が執り行われた。
なお、「践祚後朝見ノ儀」は後日12月28日に執り行われた。

#### 第125代

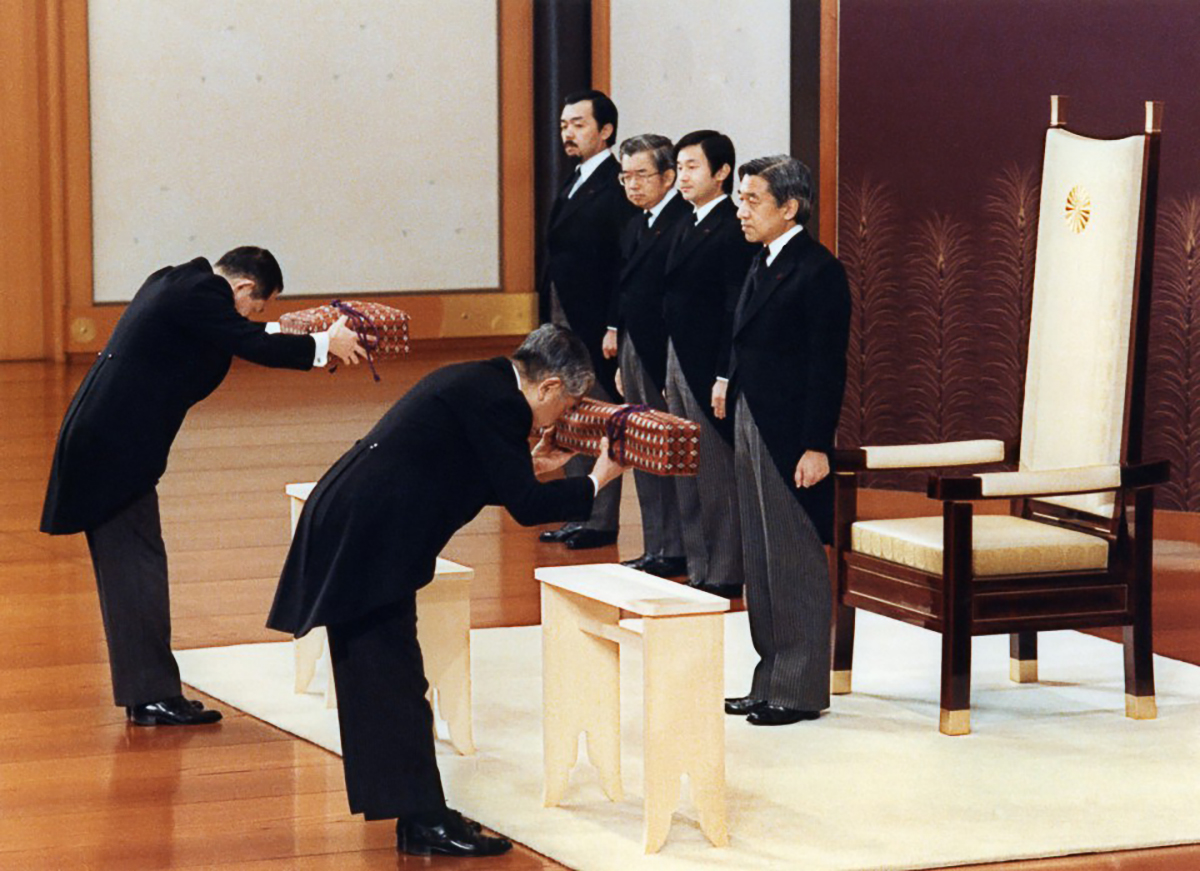
剣璽等承継の儀／第125代天皇（明仁）皇位継承時（1989年〈昭和64年〉1月7日）。

第125代天皇（明仁）皇位継承の1989年（昭和64年）1月7日には、日本国憲法の政教分離規定への配慮から「剣璽等承継の儀」とされ、国事行為たる儀式として、剣・璽及び国璽・御璽を侍従が新天皇の前にある「案」に置く短い儀式が、皇位継承後まもなく午前10時1分より宮殿の正殿（新宮殿正殿）松の間で行われ、史上初めてテレビ中継された。皇族からの参加は皇位継承資格のある成人の男性皇族に限られた。また、昭和天皇の喪に服する中での儀式であったために天皇・皇族は全員が喪服で臨んだ。「即位後朝見の儀」は、承継の儀の直後に行われた。

#### 第126代：今上天皇
第126代天皇（徳仁）皇位継承の2019年（令和元年）5月1日には、国事行為たる儀式「剣璽等承継の儀」として、剣・璽及び国璽・御璽を侍従が新天皇の前にある「案」に置く短い儀式が、皇位継承日の午前10時30分より宮殿正殿（新宮殿正殿）松の間で行われ、テレビ中継されたほか、史上初めてYouTubeやニコニコ生放送などインターネット上でも中継された。
先代の譲位（退位）に伴う儀式であったため、皇族は燕尾服・ホワイトタイ、勲章を佩用のうえで参加している。
先代の前例にならい、皇族からの参加は皇位継承資格のある成年（※皇室典範に則り、18歳以上）の男性皇族に限られたため、第126代天皇（徳仁）・秋篠宮文仁親王・常陸宮正仁親王の3方のみが出席した。すでに退位した上皇（明仁）、未成年の悠仁親王（当時12歳、皇位継承順位第3位）、そして、天皇退位特例法上の二后（上皇后美智子と皇后雅子）以下の女性皇族の参列はなかった。一方、三権の長や閣僚では女性として片山さつき女性活躍担当大臣の参列が認められた。「即位後朝見の儀」は、承継の儀の直後に行われた。
剣璽等承継の儀の後、剣と璽は第126代天皇（徳仁）の御料車に載せられて赤坂御用地に運ばれ、赤坂御所で安置されることになった。2021年（令和3年）9月、今上天皇一家が赤坂御所から皇居に移転し、剣と璽は皇居・御所の「剣璽の間」に納められた。